# Belleek
Belleek (irisch Béal Leice, „Mündung der Steinplatte“)
ist ein Dorf, das überwiegend im Countys Fermanagh (heutige Gliederung District Fermanagh and Omagh) in Nordirland liegt; ein kleiner Teil befindet sich aber auch in der Republik Irland im County Donegal. Bei der Volkszählung im Jahr 2011 hatte es 904 Einwohner.
Belleek hat eine Reihe von Pubs, Geschäften, ein Hotel und einen kleinen Binnenhafen. Bekannt ist es durch die gleichnamige Porzellanmanufaktur.

## Geschichte
- Vermutlich war die Gegend bereits während der Jungsteinzeit besiedelt.
- Im Jahre 1212 wurde in der Nähe des heutigen Ortes am Ausgang des Lough Erne eine Burg gebaut.
- Während der Plantation of Ulster wurde Belleek in seiner jetzigen Form gegründet.
- Durch die Eröffnung der Porzellanmanufaktur im Jahre 1857 wuchs der Ort beträchtlich an.
- Während des Nordirlandkonflikts gab es in und um Belleek mehrere Todesopfer.[3]

## Sehenswürdigkeiten

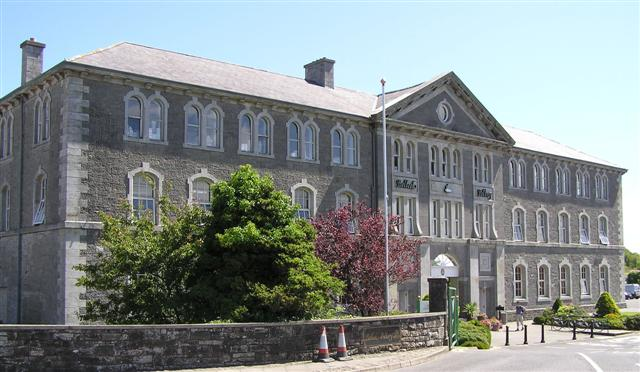
Belleek Pottery

Die bekannte Porzellanmanufaktur Belleek Pottery wurde 1857 durch John Caldwell Bloomfield gegründet. Für Interessierte gibt es ein Besucherzentrum.
Die römisch-katholische Kirche und die anglikanische Kirche von Belleek haben Fenster mit Glasmalereien.

## Verkehrsanbindung
Bus Éireann verbindet Belleek mit Enniskillen, Cavan und Dublin sowie in die andere Richtung mit Ballyshannon und Donegal.
Von 1868 bis 1957 lag der Ort an der Strecke der Enniskillen and Bundoran Railway. Seit der Schließung dieser Strecke ist der nächstgelegene Bahnhof in Sligo in der Republik Irland mit Zügen nach Dublin.

## Demografie
Die Volkszählung vom 27. März 2011 im Vereinigten Königreich ergab:
- 20,4 % waren jünger als 17 und 17,3 % waren älter als 64 Jahre
- 46,0 % der Bevölkerung waren Männer und 54,0 % waren Frauen
- 86,8 % bezeichneten sich als römisch-katholisch und 7,4 % gaben eine andere christliche Religion an.
- 26,3 % hatten keinen Reisepass. Von den Personen mit Pass hatten 37,1 % einen britischen Pass und 61,1 % einen irischen.

## Persönlichkeiten
- Edward Daly (1933–2016), römisch-katholischer Bischof von Derry (1974–1993), wurde in Belleek geboren.

## Trivia
In der Nähe von Belleek wurde am 30. Juni 1976 mit 30,8 °C die offiziell für Nordirland höchste Temperatur gemessen.
Das Dorf ist die westlichste Siedlung von Nordirland und damit auch des Vereinigten Königreichs.